# زن زیادی
زن زیادی نام یکی از مجموعه داستان‌های جلال آل احمد نویسندهٔ معاصر ایران است.
این مجموعه در واقع جمع‌آوری همهٔ داستان‌های دربارهٔ زنان و با محوریت آنان در یک کتاب است، حال آنکه این داستان‌ها از تمامی آثار آل احمد گردآمده‌اند. نمایشنامه‌ای با همین محتوا توسط حامد بهمنی نوشته شده است. آل احمد در این داستان به نقش کم ارزش زن در سالهای ابتدایی قرن سیزده می‌پردازد.

## گوشه‌ای از داستان
«ننه جون شما هیچ کدوم یادتون نمیآدش. منو تازه دو سه سال بود به خونه
شوور فرستاده بودن. حاج اصغرمو تازه از شیر گرفته بودم و رقیه رو آبستن بودم…»
خاله این‌طور شروع کرد. یکی از شب‌های ماه رمضون بود که او به منزل ما آمده
بود و پس از افطار، معصومه سلطان، قلیان کدویی گردویی گردن دراز ما را - که شب‌های
روضه، توی مجلس بسیار تماشایی است - برای او آتش کرده بود؛ و او در حالی که
نی قلیان را زیر لب داشت، این‌گونه ادامه می‌داد:
«... تو همین کوچه سیدولی - که اون وقتا لوح قبرش پیدا شده بود و من
خودم با بیم رفتیم تموشا، قربونش برم! - رو یه سنگ مرمر یه زری،
ده پونزده خط عربی نوشته بودن. اما من هرچه کردم نتونستم بخونمش. آخه
اون وقتا که هنوز چشام کم سو نشده بود، قرآنو بهتر از بی بیم می خوندم. اما خط اون
لوح رو نتونستم بخونم. آخه ننه زیر و زبر که نداش که… آره اینو می‌گفتم. تو همون
کوچه، یه کارامسرایی بودش خیلی خرابه، مال یه پیرمردکی بود که هی خدا خدا
می‌کرد، یه بنده خدایی پیدا بشه و اونو ازش بخره و راحتش کنه…»
خاله پس از آن که یک پک طولانی به قلیان زد و معلوم بود که از نفس دادن قلیان
خیلی راضی است، و پس از اینکه نفس خود را تازه کرد، گفت:
«... اون وقتا تو محل ما یه دختر ترشیده‌ای بود، بهش بتول می گفتن. راستش ما
آخر نفهمیدیم از کجا پیداش شده بود. من خوب یادمه روزای عید فطر که می‌شد، با
ییشای صناری که از این ور و اون ور جمع می‌کرد، متقالی، چیتی، چیزی تهیه می‌کرد
و میومد تو مسجد «کوچه دردار» و وقتی نماز تموم می‌شد، پیرهن مراد بخیه می‌زد؛ ولی هیچ فایده نداشت. بی‌چاره بختش کور کور بود. خودش می‌گفت: «نمی دونم،
خدا عالمه! شاید برام جادو جنبلی، چیزی کرده باشن. من کاری از دستم بر نمیآدش.
خدا خودش جزاشونو بده.» خلاصه یتیمچه بدبخت آخرسرا راضی شده بود
به یه سوپر شوور کنه!»

— از داستان «گنج»، مجموعهٔ داستان «دید و بازدید»